# Clematis gulinensis
Clematis gulinensis är en ranunkelväxtart som beskrevs av Wen Tsai Wang och L.Q.Li. Clematis gulinensis ingår i släktet klematisar, och familjen ranunkelväxter. Inga underarter finns listade i Catalogue of Life.